# Frank Fox

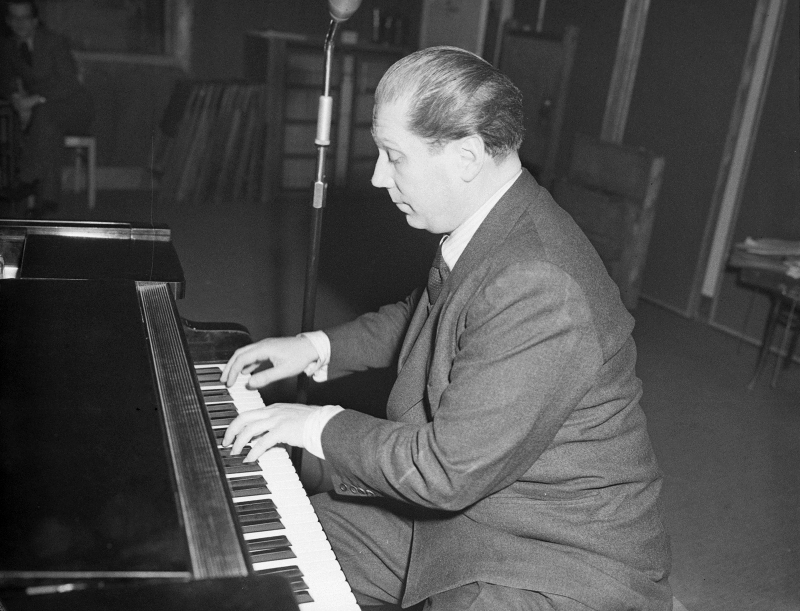
Frank Fox im Wiener Studio des Senders Rot-Weiß-Rot (1948)

Frank Fox, geboren als Frank Fux bzw. Frank Fuchs, (* 25. Juli 1902 in Bistritz am Hostein, Mähren, Österreich-Ungarn; † 27. November 1965 in München) war ein österreichischer Kapellmeister und Filmkomponist.

## Leben
Frank Fox studierte von 1919 bis 1921 an der Akademie für Musik und darstellende Kunst in Wien unter Joseph Marx, Ferdinand Löwe und Franz Schmidt. Anschließend war er als Kapellmeister international tätig und gründete in Wien ein Tanzorchester, mit dem er Auftritte im Wiener Café am Graben und am Scala-Theater absolvierte. Mit seiner „Florida“-Band spielte er etwa in Wien, Karlsbad und Zürich. Ab 1928 wirkte er als Kapellmeister am Deutschen Volkstheater Wien.
Als mit In der Theateragentur (1930) der erste österreichische Tonspielfilm erschien, zeichnete er für die Komposition – nach einem Text von Peter Herz – verantwortlich. Er wurde Musikleiter der Tobis-Sascha Filmindustrie und war von nun an vorwiegend als Filmkomponist tätig. Nach dem Anschluss Österreichs ging Fox nach Berlin und wirkte dort, germanisiert zu Frank Fux, als Kapellmeister am Metropol-Theater. Nebenbei blieb er bis unmittelbar vor Kriegsende 1945 auch weiterhin als Filmkomponist aktiv. Fox stand 1944 in der Gottbegnadeten-Liste des Reichsministeriums für Volksaufklärung und Propaganda.
1946 schrieb Fox auch die Komposition für den ersten österreichischen Nachkriegsspielfilm Der weite Weg
Nach 1945 war er mit Heinz Sandauer für den Rundfunk und für das Kabarett Simpl tätig. Zudem komponierte er auch Operetten sowie Schlager- und Unterhaltungsmusik und Wienerlieder. Mit der Gründung der Bundesrepublik Deutschland ließ sich Frank Fox in München nieder. Zahlreiche Schallplatten, darunter Operetten-Querschnitte und Recitals, dirigierte er für Electrola und Eurodisc.
Seine Grabstätte ist auf dem Münchner Waldfriedhof, Alter Teil, zu finden.

## Werke
Operettenmusik (Auswahl):
- Premiere im Metropol, 1946.
- Broadway, 1946.

Schlagermusik (Auswahl):
- Virtuos (Foxtrot a.d. Tonfilm  Aufruhr im Damenstift, D 1941, Regie:  F.D.Andam)
- Weißt du noch? (Tango a.d. Tonfilm  Aufruhr im Damenstift, Text: Aldo von Pinelli)
- Es klopft mein Herz bum-bum (Lied a.d.Tonfilm So ein Früchtchen, D 1942, Regie: Alfred Stöger)

Wienerlieder (Auswahl):
- Wenn der Wiener englisch redt
- Einmal war Wien eine Kaiserstadt

## Filmografie
- 1930: In der Theateragentur
- 1932: Lumpenkavaliere (Regie: Carl Boese)
- 1932: Die vom 17er-Haus (Regie: Artur Berger)
- 1935: Im weißen Rößl
- 1937: Florentine (Regie: Carl Lamac)
- 1940: Ritorno (Regie: Géza von Bolváry)
- 1940: Kora Terry
- 1941: Sonntagskinder (Regie: Jürgen von Alten)
- 1942: Drei tolle Mädels (Regie: Giuseppe Fatigati, Hubert Marischka)
- 1943: Wildvogel (Regie: Johannes Meyer)
- 1945: Die tolle Susanne
- 1946: Der weite Weg
- 1948: Die Verjüngungskur (Regie: Harald Röbbeling)
- 1948: Hin und her
- 1948: Verlorenes Rennen
- 1949: Liebling der Welt
- 1949: L’Inconnu d’un soir (Regie: Max Neufeld, Hervé Bromberger)
- 1950: Schwarzwaldmädel
- 1951: Schwarze Augen
- 1951: Königin einer Nacht
- 1953: Auf der grünen Wiese
- 1954: Die Perle von Tokay
- 1954: Dein Mund verspricht mir Liebe
- 1957: Schön ist die Welt
- 1959: Heimat unter heißer Sonne (Cavalcade)
- 1960: Sooo nicht, meine Herren! (Regie: Michael Burk)